# Amathusia binghami
Amathusia binghami är en fjärilsart som beskrevs av Hans Fruhstorfer 1904. Amathusia binghami ingår i släktet Amathusia och familjen praktfjärilar. Inga underarter finns listade i Catalogue of Life.